# Nell Gwynne
Nell Gwynne (även stavat Gwyn och Gwynn), född 2 februari 1650 på okänd plats, död 14 november 1687 i London, var en engelsk skådespelerska och älskarinna till Karl II av England 1667–1685.

## Biografi

### Tidigt liv
Neil Gwynne var dotter till en bordellmamma, Ellen Gwynne, kallad "Old Ma Gwynn", och växte upp på en krog, ett "gin palace". 
I yngre tonåren sålde hon apelsiner utanför den berömda Drury Lane-teatern i London och avancerade sedan till komediskådespelerska på samma teater. Hennes första dokumenterade framträdande på scenen var år 1665. Det var också där som Englands regent, Karl II, lade märke till henne. Hon blev kungens älskarinna år 1667 och fick två söner med honom. Deras förhållande varade i över sjutton år, fram till Karls död 1685.

### Mätress
Gwynne kom att bli älskad och beundrad av det engelska folket för sin enkelhet, slagfärdighet och skönhet. Hon kallades allmänt för "Pretty, witty Nell".
Karl II, som levde i ett olyckligt och barnlöst äktenskap, höll sig med ett stort antal älskarinnor, men samtliga tillhörde den katolska tron, något som inte var populärt bland gemene man i den tidens England och det påstås att Gwynne var den som kungen tyckte allra mest om. Det sägs att en gång, när Gwynne åkte med häst och vagn genom Londons gator, trodde folk att det var den hatade älskarinnan Louise de Kérouaille som färdades i vagnen, och började kasta sten mot vagnen. Gwynne stack då ut huvudet genom vagnsfönstret och ropade: "Skada mig inte, kära ni! Det är ju jag, den protestantiska horan!". Folkmassan följde henne då med jubelrop hem till hennes bostad.

### Senare liv
När Karl II låg för döden löd hans sista ord, till sin bror och efterträdare Jakob II av England: "Låt inte stackars Nell svälta". Två år senare, vid 37 års ålder, drabbades Gwynne av ett slaganfall som gjorde henne delvis förlamad och hon avled kort därefter.
Nell Gwynne ligger begravd i kyrkan St Martin-in-the-Fields vid Trafalgar Square i London.